# Národní knihovna Černé Hory
Černohorská národní knihovna Đurđe Crnojeviće (černohorsky: Nacionalna biblioteka Crne Gore "Đurđe Crnojević") je národní knihovnou Černé Hory. Sídlí v Cetinje. Schraňuje asi 2 miliony položek. Nese v názvu jméno Đurđe Crnojeviće, vládce Černé Hory z 15. století, který v roce 1493 založil první státní tiskárnu na světě a druhou tiskárnu v Evropě, která vydávala texty v cyrilici. Knihovna se hlásí se k datu založení 1893, kdy u příležitosti 400. výročí Crnojevićovy tiskárny založil kníže Nikola I. Petrović-Njegoš Veřejnou knihovnu. V roce 1896 byl přijat zákon, jímž byla knihovna pověřena úkolem shromažďovat „všechna díla ve všech jazycích souvisejících s Černou Horou“, tedy knihy ve všech slovanských jazycích. Byl také ustanoven titul státní knihovník. Knihovna byla od toho roku rovněž umístěna v prostorách Královského divadla Zetski dom, kde zůstala až do konce druhé světové války; do stejné budovy se nastěhovalo i národní muzeum a knihovna se stala zároveň muzejní knihovnou. Roku 1905 knihovna získala právo povinného výtisku. Za první světové války byl zničen téměř celý dosavadní knihovní fond. Roku 1927 převzala roli depozitní knihovny Černé Hory. Od roku 1944 byla jednou z osmi depozitních knihoven Jugoslávie. Od roku 1946 se v názvu knihovny nachází označení "národní". V roce 1951 knihovna získala budovu bývalého francouzského velvyslanectví v Cetinje, v níž sídlí dosud (adresa: Njegoševa 116). Byla postavena roku 1910, podle návrhu francouzského architekta Paula Gaudeta. Roku 1964 dostala k užívání druhou budovu, sídlo bývalého italského velvyslanectví (Bulevar Crnogorskih junaka 163). I tu užívá dodnes. Ve stejném roce se do názvu dostalo jméno Đurđe Crnojeviće. V roce 2012 získala knihovna svůj současný plný název.